# Burg Degenfeld
Die Burg Degenfeld ist eine abgegangene Höhenburg über dem Stadtteil Degenfeld von Schwäbisch Gmünd im Ostalbkreis im östlichen Baden-Württemberg.

## Lage
Der Burgstall liegt an der Ostspitze eines Ausläufers des Ochsenberges nur etwa einen halben Kilometer westnordwestlich von und etwa 100 Meter über dem von der oberen Lauter durchflossenen Degenfeld auf einer Höhe von 643 m ü. NN. Im Norden flankiert die Nebenklinge des kurzen Egentalbachs den Sporn, im Süden hat ein anderer rechter Zufluss des Flüsschens eine weitere Talbuch ausgeräumt; dieser läuft ein kurzes Tal von Nordwesten her zu, das den vorderen Sporn mit der Burglage damit fast ganz vom hinteren Ochsenberg trennt. Die so isolierte dreieckige Hochfläche hat etwa 3 Hektar Größe.

## Geschichte
Die Burg wurde um 1250 erbaut und war Stammsitz der Herren von Degenfeld, die sich nach dem Ort nannten. 1281 wird erstmals ein Hermann von Degenfeld urkundlich erwähnt, der vermutlich der Stammvater der Grafen von Degenfeld war. Die Degenfeld nahmen sich im 15. Jahrhundert die Burg Hoheneybach als neuen Hauptsitz. Nachdem Christoph von Degenfeld († 1604) im späten 16. Jahrhundert auch noch Besitz in Schloss Neuhaus und Ehrstädt erworben hatte, verkaufte er die Burg Degenfeld 1597 an die württembergischen Herzöge. 1811 wurde die Burg abgebrochen.